# 张学良旧居

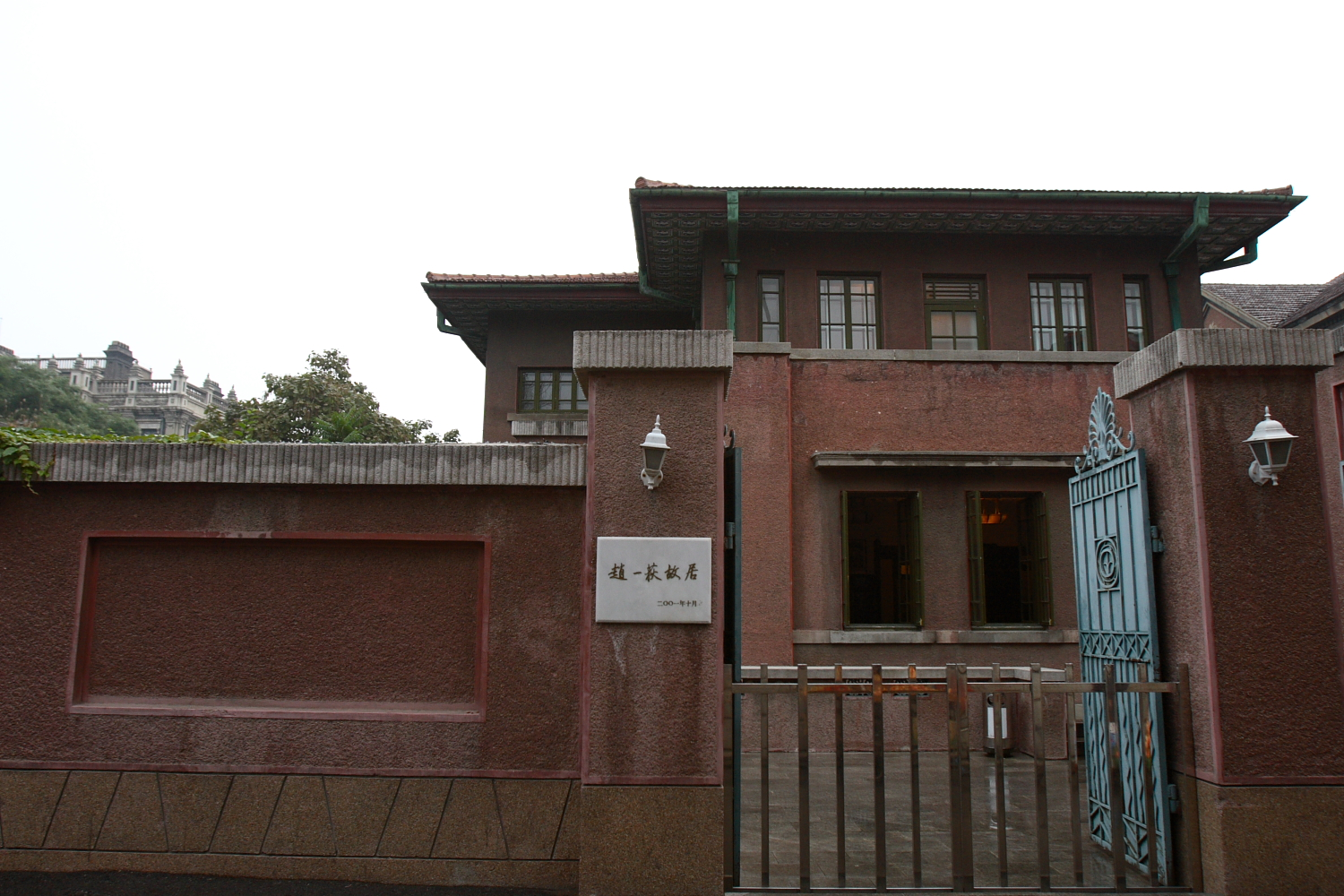
赵一荻故居

张学良旧居，通稱张氏帅府，又称为大帅府、少帅府，位于中華人民共和国沈阳市沈河区朝阳街少帅府巷48号，是中華民国大陸时期奉系军阀张作霖及其子张学良的官邸，也是国家AAAA级旅游景区。

## 历史
大帅府始建于民国三年（1914年）。此地原為辽沈道尹荣厚的公馆。1912年，张作霖將荣厚的公馆買下。1914年，张作霖將荣厚公馆原有的旧房屋拆除，並修建一座三进四合院平房。1922年，張作霖在四合院东侧新建一所罗马式青砖三层大楼。
1932年，滿洲國在大帅府設立国立奉天图书馆，此後該圖書館陸續收錄东三省博物馆、东北大学、冯庸大学、萃升书院等地收藏的汉文线装图书、文溯阁《四库全书》、《钦定古今图书集成》、沈阳故宫的盛京内务府稿档和册档以及户口册。1936年，罗振玉将來自於清朝内阁大库的部分明代兵部档案及清代档案捐獻給国立奉天图书馆。截至1937年，国立奉天图书馆保存有大清历朝实录57部119函、普通图书159720册、四库全书41464册、拓片1694张、各种地图约1000幅、盛京内务府档案52594件、盛京内务府册档985册、盛京内务府户口册4022册、内阁大库档案67271卷、东北各官署卷宗约250万卷。
1988年10月，经辽宁省机构编制委员会研究同意，原辽宁省革命博物馆筹备处更名为辽宁省现代史博物馆筹建处暨张学良旧居陈列馆，並首次向遊客開放。
1992年3月6日，帅府腾迁领导小组召开会议，决定省文联、省作协及11户居民迁出帅府东院，大青楼和东院划归张学良旧居陈列馆使用。
1992年3月21日，正式接管大青楼，并开始进行维修。
1996年被列为全国重点文物保护单位。
2002年更名为张氏帅府博物馆暨辽宁近现代史博物馆。
2019年9月14日，張氏帥府首次夜間開放。

## 结构
大帅府由中院和东、西两院组成。占地29146平方米，总建筑面积27570平方米。中院是传统风格三进四合院落。东院主要是一幢三层西式青砖洋楼（大青楼）、小青楼。大青楼当时作为张氏的公署。西院为一组红楼群，南部有7间瓦房，当时是帅府卫队营的营部，北半部有两组四合院，还包括院外的边业银行、帅府办事处、赵一荻故居等建筑。

## 相关争议
2022年1月19日，张氏帅府的主管部门沈阳市文博中心发布消息称，沈阳盛京通公司推出印有张作霖头像的“大帅币”硬币形交通卡。此公交卡于发售前在微博上进行宣传。然而由于张作霖曾经下令处决李大钊等中共重要人物，“大帅币”在微博等平台上遭到非议。沈阳市文化旅游和广播电视局当晚发微博道歉，并宣布沈阳市文博中心主要负责人和张氏帅府博物馆相关负责人被停职。1月24日，《光明日报》刊发评论批判大帅币，称此事件是对历史的无知，伤害了民众感情。由于“大帅币”事件，沈阳市文博中心和张氏帅府博物馆的各个社交媒体账号也在“大帅币”事件后注销或冻结。
同样因此事件，2022年春节前，张氏帅府博物馆以“整修”为名暂停对外开放。同年夏季，博物馆恢复开放，但撤除了大批与张作霖有关的内容，同时博物馆指示牌上的名称也由“大帅府”或“张氏帅府”更改回“张学良旧居陈列馆”。

## 外部鏈接
- 張氏帥府博物館 （页面存档备份，存于）